# Jubini
Jubini (лат.) — триба мелких коротконадкрылых жуков-ощупников из подсемейства Pselaphinae (Staphylinidae).

## Распространение
Встречаются в Неотропике.

## Описание
Мелкие коротконадкрылые жуки—ощупники (длина менее 5 мм). Для этой трибы характерно наличие резко выступающего кардо максилл. Также надкрылья обычно килеватые по переднему краю, голова обычно с выраженным Y-образным горловым килем, а переднеспинка почти всегда сильно перетянута в основании. Усики 11-члениковые, длинные, булавовидные. Надкрылья укороченные, лапки трёхчлениковые (формула лапок 3-3-3).

## Систематика
Около 150 видов, 14 родов. Триба Jubini была впервые выделена в 1904 году французским зоологом  Ахиллом Раффреем (1844–1923). Включена в надтрибу Euplectitae.
- триба Jubini Raffray, 1904
  - Arctophysis Reitter, 1882
  - Auxenocerus Jeannel, 1962
  - Balega Reitter, 1882
  - Barrojuba Park, 1942
  - Endytocera Sharp, 1887
  - Germainites Jeannel, 1962
  - Jubomorphus Raffray, 1891
  - Jubus L.W.Schaufuss, 1872
  - Kuscheliotes Jeannel, 1962
  - Macta Raffray, 1890
  - Morphogenia Parker, 2014
  - Phamisus Aubé 1844
  - Pselaphomorphus Motschulsky, 1855
  - Sebaga Raffray, 1891